# Bärbel Jungmeier
Bärbel Jungmeier (Villach, 8 juli 1975) is een wielrenner uit Oostenrijk.
Op de Olympische Spelen van 2004 in Athene nam Jungmeier deel aan het onderdeel Cross-Country bij het mountainbiken. Ze eindigde op de veertiende plaats.
Bij de Oostenrijks kampioenschap wielrennen op de weg werd Jungmeier tweede bij de wegwedstrijd in 2007, en derde op de tijdrit in 2004. Bij de Oostenrijkse kampioenschappen mountainbike won ze de cross-country in 2004 en de marathon in 2007.